# Brian Doyle (aviron)
Pour les articles homonymes, voir Brian Doyle et Doyle.
Brian John Doyle, né en 1930 et mort le 1er juin 2008 à Melbourne, est un rameur d'aviron australien.
Il est médaillé de bronze  en huit aux  Jeux olympiques d'été de 1956 de Melbourne.